# Бетлегем (переписна місцевість, Нью-Гемпшир)
Бетлегем (англ. Bethlehem) — переписна місцевість (CDP) в США, в окрузі Ґрафтон штату Нью-Гемпшир. Населення — 826 осіб (2020).

## Географія
Бетлегем розташований за координатами 44°16′43″ пн. ш. 71°41′20″ зх. д. / 44.27861° пн. ш. 71.68889° зх. д. (44.278736, -71.689024).  За даними Бюро перепису населення США в 2010 році переписна місцевість мала площу 4,24 км², з яких 4,23 км² — суходіл та 0,01 км² — водойми.

## Демографія
Згідно з переписом 2010 року, у переписній місцевості мешкали 972 особи в 424 домогосподарствах у складі 257 родин. Густота населення становила 229 осіб/км².  Було 531 помешкання (125/км²).
Расовий склад населення:
| - 97,8 % — білих - 0,6 % — корінних американців - 0,2 % — азіатів - 0,1 % — чорних або афроамериканців |

До двох чи більше рас належало 1,0 %. Частка іспаномовних становила 2,9 % від усіх жителів.
За віковим діапазоном населення розподілялося таким чином: 25,6 % — особи молодші 18 років, 64,8 % — особи у віці 18—64 років, 9,6 % — особи у віці 65 років та старші. Медіана віку мешканця становила 39,8 року. На 100 осіб жіночої статі у переписній місцевості припадало 96,8 чоловіків;  на 100 жінок у віці від 18 років та старших — 90,8 чоловіків також старших 18 років.
Середній дохід на одне домашнє господарство  становив 58 216 доларів США (медіана — 47 941), а середній дохід на одну сім'ю — 76 486 доларів (медіана — 62 500). Медіана доходів становила 36 000 доларів для чоловіків та 42 875 доларів для жінок. За межею бідності перебувало 30,0 % осіб, у тому числі 38,9 % дітей у віці до 18 років та 25,0 % осіб у віці 65 років та старших.
Цивільне працевлаштоване населення становило 380 осіб. Основні галузі зайнятості: освіта, охорона здоров'я та соціальна допомога — 31,3 %, роздрібна торгівля — 16,1 %, мистецтво, розваги та відпочинок — 11,1 %, будівництво — 9,5 %.